# Campaña del Centro
La Campaña del Centro fue una campaña militar emprendida por Simón Bolívar con el objetivo de conquistar la ciudad de Caracas.

## Campaña
Tras la caída de Caracas, numerosos rebeldes se escaparon en las llanuras de Apure y Casanare, donde tras fracasar como gobernante como los desaparecidos por la impopularidad que resultaba para los locales, tuvieron que aceptar el liderazgo de José Antonio Páez en el Arauca en septiembre de 1816. Rápidamente el caudillo ocupó gran parte de Barinas y amenazó Mérida y Trujillo. A mediados del año siguiente Morillo, tras el fracaso de Isla Margarita ordenó a Miguel de la Torre ir al Orinoco para impedir la unión de ambos núcleos revolucionarios. De hecho, desde antes de volver a Guayana Bolívar tenía una fluida comunicación con Páez.
Bolívar vio impedida su proyectada ofensiva conjunta cuando Pedro Zaraza, a quien había encargado organizar guerrillas, desobedeció sus órdenes y atacó de frente La Hogaza. Fue una matanza para su infantería llanera, siendo capturado también mucho armamento. Esto obligó al Libertador a hacer levas en masa y requisar las armas que pudiera. El nuevo plan era remontar el Orinoco y el Arauca desde Guayana hasta unirse a Páez en Calabozo y concentrar 5.000 soldados para ir a la costa. A inicios de 1818 consiguió finalmente avanzar hacia el interior y el 30 de enero se reúne por primera vez con Páez. Este, consciente de la superioridad militar del caraqueño, lo reconoció como Jefe Supremo a pesar de las protestas de sus hombres; sólo cuando Bolívar demostrara su capacidad de resistir las privaciones y valor en la batalla empezaría a ser respetado por los llaneros.
Mientras se producían las reuniones entre Bolívar y Páez, Morillo aún creía que el primero seguía en Angostura, las noticias transitaban lentas y erráticas en los Llanos, región sin caminos ni medios de comunicación regulares, con una población escasa y dispersa. El ejército del Libertador se componía de 3.000; muchos eran llaneros descalzos y armados solo con arcos y flechas; Páez le aportó 1.000 a 1.500 lanceros a caballo. El plan original del Jefe Supremo era reunir 7 a 8 mil hombres de todas las armas para recuperar Venezuela.
Tras cruzar el río Apure, Bolívar marchó hasta Calabozo, donde el 12 de febrero obtuvieron una gran victoria sobre los españoles. Bolívar persiguió a Morillo por los valles de Aragua llegando hasta La Victoria, pero la retirada de Páez hacia San Fernando y la concentración de Morillo y Sebastián de la Calzada voltearon la balanza a favor de los españoles, quienes emprendieron la ofensiva y persiguieron a Bolívar de vuelta a Apure.